# Бараттоло, Джанлука
Джанлука Бараттоло (итал. Gianluca Barattolo; род. 3 июля 1978, Неаполь) — итальянский гребец, рулевой, выступавший за национальную сборную Италии по академической гребле в период 1996—2015 годов. Чемпион мира, победитель и призёр многих этапов Кубка мира.

## Биография
Джанлука Бараттоло родился 3 июля 1978 года в Неаполе, Италия. Серьёзно заниматься греблей начал в возрасте 18 лет в 1996 году, в качестве рулевого проходил подготовку в коммуне Сабаудия, позже состоял в гребном клубе Forze Armate CR.
Дебютировал на международной арене в 1996 году, попав в состав итальянской национальной сборной и выступив на Кубке наций в Бельгии.
В 1997 году принял участие в чемпионате мира в Эгбелет-ле-Лак, где в зачёте распашных восьмёрок лёгкого веса занял в главном финале четвёртое место, остановившись в шаге от призовых позиций.
На мировом первенстве 1998 года в Кёльне стал серебряным призёром в распашных двойках. Год спустя на аналогичных соревнованиях в Сент-Катаринсе занял в той же дисциплине пятое место. Ещё через год на такой же регате в Загребе стартовал в четвёрках и вообще не смог пройти в главный финал «А».
В 2001 году завоевал серебряную медаль в программе четвёрок распашных с рулевым на чемпионате мира в Люцерне. В следующем сезоне отметился выступлением на мировом первенстве в Севилье, где показал в четвёрках четвёртый результат.
На домашнем чемпионате мира 2003 года был в четвёрках шестым.
Стал серебряным призёром в восьмёрках лёгкого веса на мировом первенстве 2004 года в Баньолесе.
Главную победу в своей спортивной карьере одержал в сезоне 2005 года, когда на чемпионате мира в японском Гифу в составе восьмёрки облегчённой финишировал в финале первым и завоевал тем самым золотую медаль.
После победы на чемпионате мира в Японии Бараттоло остался в основном составе гребной команды Италии и продолжил принимать участие в крупнейших международных соревнованиях. Так, в 2007 году с мирового первенства в Мюнхене он привёз серебряную награду, выигранную в рулевых двойках, а в 2011 году добился того же результата на первенстве мира в Бледе в составе восьмёрок лёгкого веса.
В 2012 году стал серебряным призёром в лёгких восьмёрках на чемпионате мира в Пловдиве, с тем же результатом выступил и на чемпионате 2014 года в Амстердаме.
Последний раз показал сколько-нибудь значимый результат на международном уровне в сезоне 2015 года, когда стартовал в лёгких восьмёрках на первенстве мира в Эгбелет-ле-Лак — на сей раз попасть в число призёров не смог, став в финале четвёртым. Вскоре по окончании этих соревнований покинул сборную и завершил карьеру профессионального спортсмена.